# 格里維斯級驅逐艦
格里維斯級驅逐艦(Gleaves class destroyer)是美國海軍在二次大戰以前和進行中建造的驅逐艦艦級，共66艘，本級由 Gibbs & Cox 設計，並由多所造船廠建造，是進入二次大戰時的量產艦。大戰中共損失13艘。

## 背景及設計
本級基本性能上和班森級是一樣的，只是因為本級由多家造船廠承建，使用海軍標準的輪機系統; 而班森級為了伯利恆鋼鐵場生產順利，使用他們自己選用的輪機。因此也被合稱為班森–格里維斯級驅逐艦。
另外建造到 DD-419 利弗莫爾號時，達成了海軍提高鍋爐溫度從華氏700度到850度的要求，因此也有被稱為利弗莫爾級的。

### 布里斯托級
到了1941年，雖然佛萊契爾級已經開始生產，但是可以預見產量仍不足夠，因此又追加此級訂單。
這些驅逐艦的編號夾在佛萊契爾級裏面，並且主砲減少一門以降低重心，這一批戰時又稱為布里斯托級。
本級部份艦艇(DD-493-497, 618-28, 645-648)艦橋改成方形。

## 武裝及性能
本級的武裝和班森級相同。

## 歷史
1954年時，日本為了承繼帝國海軍解散之後的海上防護工作，當時正處於草創時期的海上自衛隊從美軍方面接手了兩艘格里維斯級驅逐艦（Gleaves class）驅逐艦，命名為「朝風」（DD-181）與「旗風」（DD-182）。兩艦一直服役至1969年時才除役。
中華民國海軍自美軍方面接手了3艘驅逐艦，分別命名為「咸陽」（DD-16）、「咸陽（II）」（DD-16）與「南陽」（DD-17）全都在1970年代除役。

## 同級艦
本級在二次大戰中損失13艘，分別是：
- DD-433 葛文號（英语：USS Gwin (DD-433)） (科隆班加拉海戰（英语：Battle of Kolombangara）期間被擊沈)
- DD-434 梅雷迪思號（英语：USS Meredith (DD-434)） (增援瓜達康納爾戰役時遭瑞鶴號航空母艦的飛機擊沈)
- DD-436 蒙森號（英语：USS Monssen (DD-436)） (瓜達康納爾海戰期間被擊沈)
- DD-444 英格拉罕號（英语：USS Ingraham (DD-444)） (和艦隊油船希芒號（英语：USS Chemung (AO-30)）相撞沉沒)
- DD-453 布里斯托號（英语：USS Bristol (DD-453)） (遭德國潛艇U-371號（英语：German submarine U-371）擊沈)
- DD-457 埃蒙斯號（英语：USS Emmons (DD-457)） (遭神風特攻隊撞沉)
- DD-463 科尼號（英语：USS Corry (DD-463)） (諾曼第登陸時遭德軍岸砲擊沈)
- DD-483 阿倫·華特號（英语：USS Aaron Ward (DD-483)） (遭日本飛機擊沈)
- DD-485 鄧肯號（英语：USS Duncan (DD-485)） (埃斯帕恩斯角海戰中被擊沈)
- DD-620 格倫農號（英语：USS Glennon (DD-620)） (任務中觸雷沉沒)
- DD-622 馬多克斯號（英语：USS Maddox (DD-622)） (遭義大利飛機擊沈)
- DD-640 比蒂號（英语：USS Beatty (DD-640)） (遭德國飛機擊沈)
- DD-648 屠納號（英语：USS Turner (DD-648)） (艦內發生爆炸沉沒)

戰後損失1艘：
- DD-464 霍布森號（英语：USS Hobson (DD-464)） (和CV-18 胡蜂號航空母艦相撞沉沒)

另外DD-454 埃利森號以及DD-458 馬科姆號戰後租借日本海上自衛隊，成為護衛艦朝風(あさかぜ)和旗風(はたかぜ)